# وعد الخطيب
وعد الخطيب هو اسم مستعار لصحفية ومخرجة وناشطة سورية، تستخدمُ هذا الاسم لإخفاء اسمها الحقيقي من أجل حماية أسرتها. أنتجت فيلمها الوثائقي من أجل سما عام 2019؛ والذي ترشَّح لأربعة جوائز بافتا في حفل توزيع جوائز الأكاديمية البريطانية السينمائية الـ 73 وفاز بجائزة أفضل فيلمٍ وثائقي، وترشح أيضاً لجائزة الأوسكار لأفضل فيلم وثائقي في حفل توزيع جوائز الأوسكار الـ 92. حصلت تغطيتها للمعركة من أجل حلب على جائزة إيمي الدولية للشؤون الجارية والأخبار للقناة الرابعة.

## السيرة الذاتيّة
انتقلت وعد في عام 2009 – حيثُ كانت تبلغُ من العمر حينها 18 سنة – إلى مدينة حلب لدراسة الاقتصاد في جامعة حلب. بدأت في عام 2011 وهو العام الذي اندلعت فيهِ الحرب الأهلية السورية بنشرِ أخبار الحربِ على القناة الرابعة البريطانية.
اختارت وعد الخطيب البقاء وتوثيق حياتها على مدارِ خمس سنواتٍ في حلب وذلك بعدما وقعت في حُبِّ حمزة الذي كان يعملُ طبيبًا والذي سيتزوّج بها لاحقًا. أنجبَت وعد ابنتها الأولى سما في عام 2015؛ واستخدمت هذا الاسم في في تغطيّة حصار حلب ما مكّنها من الفوزِ بجائزة إيمي عن تقاريرها الإخباريّة تلك لتكون بذلك أول سورية تُحقّق هذه الجائزة.
أنتجت وعد الخطيب فيلم من أجل سما من إخراج إدوارد واتس والذي فاز بجائزة العين الذهبيّة (بالفرنسية: Prix L'Œil d'or)‏ كأفضل فيلمٍ وثائقي في مهرجان كان السينمائي لعام 2019؛ وحصل على جلسة تصفيقٍ لمدة ست دقائق. خلال حفل توزيع جوائز الأكاديمية البريطانية السينمائية رقم 73؛ أصبح فيلمُ من أجل سما الفيلم الوثائقي الأكثر ترشيحًا في تاريخ جوائز الاكاديمية البريطانية السينمائية بأربعِ ترشيحاتٍ كما فاز بجائزة أفضل فيلمٍ وثائقي.
بعد فرارها من حلب في كانون الأول/ديسمبر من عام 2016؛ انتقلت وعد الخطيب رفقة زوجها حمزة وابنتيهما للإقامةِ في لندن بالمملكة المتحدة.

## روابط خارجية
- وعد الخطيب على موقع IMDb (الإنجليزية)
- وعد الخطيب على موقع قاعدة بيانات الفيلم (الإنجليزية)
- وعد الخطيب في قاعدة بيانات الأفلام على الإنترنت